# 俞益民
俞益民（1968年6月—），上海人，中华人民共和国政治人物，曾任河南科技大学纪委副书记，现任河南省济源市副市长、二级巡视员、济源产城融合示范区管委会委员。